# Вооружённые силы СССР за рубежом

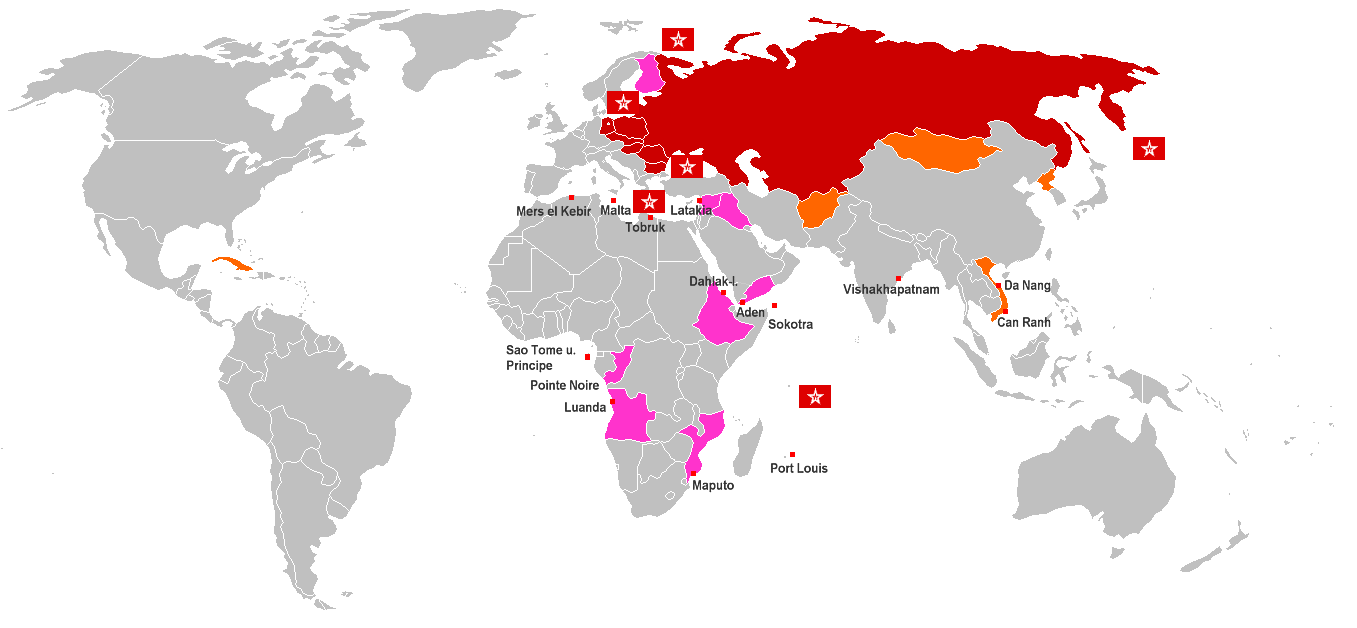
Места дислокации советских групп войск, групп военных специалистов, а также пункты базирования ВМФ СССР за рубежом, по состоянию на 1984 год.

Вооружённые силы СССР за рубежом — совокупность оперативных и оперативно-стратегических формирований различного состава и численности, выполнявших служебные и боевые задачи, в соответствии с международными договорами и соглашениями, за пределами Советского Союза: в Центральной Европе и на Балканах, в Юго-восточной Азии, на Африканском континенте, на Аравийском полуострове и на Ближнем Востоке, в Карибском бассейне и в Южной Америке, а также на некоторых островах и островоподобных образованиях в Атлантическом, Индийском и Тихом океанах.

## История
Присутствие советских военнослужащих в тех или иных странах носило либо постоянный характер (офицеры, прапорщики, мичманы и так далее) расквартировывались в военных городках вместе с семьями, для детей советских военнослужащих было открыто обучение в местных школах), либо осуществлялось на командировочной основе. Очень часто присутствие малых (в пределах от нескольких десятков до нескольких тысяч человек) формирований советских военных специалистов (СВС) в той или иной стране не предавалось огласке, либо тщательно скрывалось от противника.
В разное время различные контингенты Советской Армии и Военно-морского флота ВС Союза ССР дислоцировались в различных государствах и регионах мира:
- Советские войска в Иране
- на территории Норвегии;
- на территории Финляндии, Порккала-Удд, Ханко;
- в Восточной Европе:
  - Северная группа войск (СГВ) — на территории Польской Народной Республики с 1945 по 1991 г.;
  - Центральная группа войск (ЦГВ) — на территории Австрии, Венгрии и Чехословакии — с 1945 по 1955 г., и в Чехословакии — с 1968 по 1991 г.;
  - Группа советских войск в Германии (ГСОВГ, затем ГСВГ) — на территории Германской Демократической Республики с 1945 по 1994 г.;
  - Южная группа войск (ЮГВ) — на территории Болгарии и Румынии с 1945 по 1947 гг., в Венгрии — с 1956 по 1991 г.;
  - Особый корпус — на территории Венгрии с 1955 по 1957 г.;
  - Отдельная механизированная армия (именовалась также 1-я Отдельная армия) — на территории Румынии с 1947 по 1958 г.
- в прибалтийских республиках СССР — Северо-Западная группа войск с 15 ноября 1991 года и до распада СССР;
- в Афганистане:
  - Ограниченный контингент советских войск в Афганистане (ОКСВА) (оперативно подчинялся командованию КТуркВО) с 1979 по 1989 г.;
- в Монголии:
  - Советские войска в Монголии (оперативно подчинялись командованию ЗабВО);
- в Китае:
  - 39-я армия в Китае — в районе Порт-Артура и порта Дальний с 1945 по 1953 г.
- на Кубе:
  - Группа советских военных специалистов на Кубе (ГСВСК)

Пункты базирования и Военно-морские базы ВМФ СССР за рубежом:
- Албания, Влёра (1955—1962)
- Куба, Сьенфуэгос (с 1962)
- Польша, Свиноустье (1945—1991)
- ГДР, Росток (1949—1990)
- Финляндия, Ханко (1940—1941) и Порккала-Удд (1944—1956)
- Китай, Порт-Артур (1945—1955)
- Вьетнам, Камрань (1979—2002) и (с 2014 года по настоящее время)
- Сирия, Тартус (1971— настоящее время)
- Йемен, Сокотра (1972 — настоящее время)
- Сомали, Бербера (1964—1978)
- Эфиопия, Нокра (1977—1991)
- Египет, Порт-Саид (1967—1972)
- Ливия, Триполи (1977—2011)
- Тунис, Сфакс, Бизерта
- Индонезия, Сурабая (1962 — ?)
- Гвинея, Конакри

Авиационные базы ВМФ СССР :
- Египет, аэродромы Каир, Асуан, Мерса-Матрух
- Эфиопия, аэродром Асмэра
- Сомали, Харгейса
- Йемен, аэродромы Аден, Эль-Анад
- Куба, аэродром Гаваны
- Гвинея, Конакри
- Ангола, аэродром Луанды
- Вьетнам, Камрань, Дананг